# Dragoslav Čakić
Dragoslav Čakić (Spalato, 15 febbraio 1965) è un ex calciatore croato, di ruolo centrocampista.

## Palmarès

### Competizioni nazionali
- Coppa di Jugoslavia: 1

Hajduk Spalato: 1986-1987